# Carlos Ruiz Zafón
Carlos Ruiz Zafón (Barcellona, 25 settembre 1964 – Los Angeles, 19 giugno 2020) è stato uno scrittore spagnolo.
Ottenne il successo nel 2001 grazie al thriller gotico L'ombra del vento, primo romanzo della tetralogia Cimitero dei libri dimenticati e best-seller internazionale da 15 milioni di copie.

## Biografia
Autore di successo mondiale, visse a partire dal 1993 a Los Angeles, dov'era impegnato nell'attività di sceneggiatore. Durante la sua vita collaborò regolarmente con le pagine culturali dei quotidiani spagnoli El País e La Vanguardia. Tradotte in oltre quaranta lingue, le sue opere hanno conquistato milioni di lettori e vinto numerosi premi in Europa, America, Asia, Africa e Oceania. Cominciò la sua carriera nel 1993 scrivendo e pubblicando fino al 1995 una serie di libri per ragazzi, comprendente Il principe della nebbia, Il palazzo della mezzanotte e Le luci di settembre, facenti parte, dal 2013, della Trilogia della nebbia.
Nel 2001 esordì nella narrativa per adulti con il suo quinto romanzo, L'ombra del vento, che, uscito in sordina in Spagna, ha conquistato col passaparola il vertice delle classifiche letterarie europee, diventando un vero e proprio fenomeno letterario: 18 milioni di copie vendute nel mondo (un milione e mezzo solo in Italia), acclamato come una delle grandi rivelazioni letterarie degli ultimi anni. Il libro è stato tradotto in più di 36 lingue, ottenendo numerosi premi internazionali, tra cui Premio Barry per il miglior romanzo d'esordio nel 2005.
Nel 2008 uscì per Editorial Planeta il secondo romanzo El juego del ángel. La tiratura iniziale di un milione di copie è stata accompagnata da una campagna mediatica e dalla vendita di 250 000 copie solo in Catalogna. Lo stesso anno uscì per Arnoldo Mondadori Editore la traduzione italiana del romanzo, Il gioco dell'angelo, mentre nel 2009 Marina, già pubblicata in Spagna nel 1999.
Nel 2010 uscì, sempre per Arnoldo Mondadori Editore, per la prima volta nelle librerie italiane, Il palazzo della mezzanotte, uscito in lingua spagnola nel 1994 con il nome di El palacio de la medianoche. La successiva opera, Il prigioniero del cielo (El prisionero del cielo), uscì in Spagna nel 2011.
Nel 2016 Arnoldo Mondadori Editore pubblicò Il labirinto degli spiriti (El laberinto de los espiritus), quarto libro della tetralogia del Cimitero dei libri dimenticati.
Morì a Los Angeles il 19 giugno 2020 all'età di 55 anni, in seguito ad un cancro al colon contro cui combatteva dal 2018.

## Opere

### Narrativa per giovani
Serie Trilogia della nebbia, trilogia composta dalle seguenti opere:
- Il principe della nebbia (El príncipe de la niebla), 1993
  - Prima edizione italiana
    -  Carlos Ruiz Zafón, Il principe della nebbia, traduzione di Vincenzo Jacomuzzi, Torino, Società Editrice Internazionale, 2002,  p. 140, ISBN 978-88-05-05932-4.
- Il palazzo della mezzanotte (El palacio de la medianoche), 1994
  - Prima edizione italiana
    -  Carlos Ruiz Zafón, Il palazzo della mezzanotte, traduzione di Bruno Arpaia, Milano, Arnoldo Mondadori Editore, 2010,  p. 299, ISBN 978-88-04-60010-7.
- Le luci di settembre (Las luces de septiembre), 1995
  - Edizione originale
    - (ES) Carlos Ruiz Zafón, Las luces de septiembre, Barcellona, Editorial Planeta, 2008,  p. 317, ISBN 978-84-08-08079-4.

  - Prima edizione italiana
    -  Carlos Ruiz Zafon, Le luci di settembre, traduzione di Bruno Arpaia, Milano, Arnoldo Mondadori Editore, 2011,  p. 268, ISBN 978-88-04-61023-6.

In Italia dal 2013 le tre opere, autonome ed accumunate dal tema narrativo della nebbia, sono state raccolte da Arnoldo Mondadori Editore in un unico volume omonimo:
- Carlos Ruiz Zafón, Trilogia della nebbia, traduzione di Bruno Arpaia, Milano, Arnoldo Mondadori Editore, 2013,  p. 574, ISBN 978-88-04-62682-4.

Scollegato dalle opere precedenti e successive, è il romanzo:
- Marina (Marina), 1999
  - Prima edizione italiana
    -  Carlos Ruiz Zafón, Marina, traduzione di Bruno Arpaia, Milano, Arnoldo Mondadori Editore, 2009,  p. 308, ISBN 978-88-04-59352-2.

### Narrativa per adulti
Serie Cimitero dei libri dimenticati, tetralogia composta delle seguenti opere:
- L'ombra del vento (La sombra del viento), 2001
  - Edizione originale
    - (ES) Carlos Ruiz Zafón, La sombra del viento, Barcellona, Editorial Planeta, 2001,  p. 575, ISBN 84-08-03881-8.

  - Prima edizione italiana
    -  Carlos Ruiz Zafón, L'ombra del vento, traduzione di Lia Sezzi, Milano, Arnoldo Mondadori Editore, 2004,  p. 438, ISBN 88-04-52733-1.
- Il gioco dell'angelo (El juego del ángel), 2008
  - Edizione originale
    - (ES) Carlos Ruiz Zafón, El juego del ángel, Barcellona, Editorial Planeta, 2008,  p. 667, ISBN 978-84-08-08118-0.

  - Prima edizione italiana
    -  Carlos Ruiz Zafón, Il gioco dell'angelo, traduzione di Bruno Arpaia, Milano, Arnoldo Mondadori Editore, 2008,  p. 676, ISBN 978-88-04-58335-6.
- Il prigioniero del cielo (El prisionero del cielo), 2011
  - Edizione originale
    - (ES) Carlos Ruiz Zafón, El prisionero del cielo, Barcellona, Editorial Planeta, 2011,  p. 379, ISBN 978-84-08-10582-4.

  - Prima edizione italiana
    -  Carlos Ruiz Zafón, Il prigioniero del cielo, traduzione di Bruno Arpaia, Milano, Arnoldo Mondadori Editore, 2012,  p. 349, ISBN 978-88-04-62030-3.
- Il labirinto degli spiriti (El laberinto de los espíritus), 2016
  - Edizione originale
    - (ES) Carlos Ruiz Zafón, El laberinto de los espíritus, Barcellona, Editorial Planeta, 2016,  p. 925, ISBN 978-84-08-16338-1.

  - Prima edizione italiana
    -  Carlos Ruiz Zafón, Il labirinto degli spiriti, traduzione di Bruno Arpaia, Milano, Arnoldo Mondadori Editore, 2016,  p. 819, ISBN 978-88-04-67457-3.

### Racconti
Opera pubblicata postuma, è la raccolta di racconti:
- La città di vapore (La ciudad de vapor), 2020
  - Edizione originale
    - (ES) Carlos Ruiz Zafón, La ciudad de vapor, Barcellona, Editorial Planeta, 2020,  p. 217, ISBN 978-84-08-23500-2.

  - Prima edizione italiana
    -  Carlos Ruiz Zafón, La città di vapore, traduzione di Bruno Arpaia, Milano, Arnoldo Mondadori Editore, 2021,  p. 179, ISBN 978-88-04-73823-7.